# Régent-diamanten
Régent-diamanten er en 140,64 karat diamant ejet af den franske stat og er udstillet på Louvre i Paris. I 2015 havde den en værdi på £48,000,000.

## Historie

### Opdagelse
Ifølge legenden blev diamanten opdaget af en slave i Kollur-minen nær Krishna-floden, og den blev gemt af ham i et sår, som han fik på benet, da han flygtede fra belejringen af Golconda. Slaven fandt vej til den indiske kyst, hvor han mødte en engelsk kaptajn, som tilbød slaven 50% af overskuddet fra salget af diamanten mod en sikker rejse ud af Indien. Kaptajnen slog imidlertid slaven ihjel og solgte diamanten til den store, indiske diamantsælger Jamchand.

### Pitt-erhvervelsen
I et brev til sin agent dateret til den 6. november 1707, skrev Thomas Pitt, guvernør af Fort St. George:
"... Dette akkompagnerer modellen af en sten, som jeg for nyligt har set; den vejer 426 karat. Den er af en fortræffelig krystallinsk gennemsigtighed uden nogle fejl, kun i den ene ende af den flade del er der to små fejl som kan fjernes under slibning, de ligger på stenens overflade, prisen, de beder for dette vidunder er tohundredtusinde pagoder, men jeg tror, at den kan købes for mindre end et (hundredetusinde)"
Pitt påstod at han havde købt diamanten af Jamchand for 48.000 pagoder samme år, og den kendes nogle gange som Pitt-diamanten. Pitt sendte diamanten til London gemt i hælen på sin søn Roberts sko ombord på ostindienfartøjet Loyal Cooke, som stævnede ud fra Madras den 9. oktober 1702. Den blev slebet i London af diamantsliber Harris mellem 1704 og 1706. Slibningen tog to år og kostede omkring £5,000.

Der cirkulerede rygter om, at Pitt skulle have erhvervet sig stenen på en svigagtig måde, og en af tidens førende satirikere, Alexander Pope, skrev følgende linjer i sit værk Moral Essays:
Asleep and naked as an INDIAN lay
An honest factor stole a gem away;
He pledged it to the Knigh, the Knight had wit,

So kept the diamond, and the rogue was bit.
Pitt købte diamanten for det, der svarer til £3.522.000(2021) og fik den slebet til en 141 karat pudeformet brilliant.

### Salget til den franske regent
Efter mange forsøg på at sælge stenen til medlemmer af de europæiske kongefamilier, herunder Ludvig 14. af Frankrig, blev den i 117 købt af den franske regent, Filip af Orléans, Hertug af Orléans, for £135,000 (svarende til £21,840,000 i 2021), efter påskyndelse af sin tætte ven og biograf, Louis de Rouvroy, duc de Saint-Simon. Stenen sad i Ludvig 10. af Frankrigs krone ved hans kroning i 1722, og den blev sat ind i en ny krone til kroningen af Ludvig 16. af Frankrig i 1775. Den blev også brugt af Marie Antoinette til at udsmykke en hat. I 1791 blev den vurderet til £480,000 (svarende til £61,420,000 i 2021).
Under den revolutionære furore i Paris blev Regent-diamanten stjålet i 1792 sammen med andre af Frankrigs kronregalier, men den blev fundet i et loftskammer i Paris. Diamanten blev brugt som sikkerhed flere gange af Direktoriet og Konsulatet til at finansiere militærudgifter: 1797-98 blev den pantsat til entreprenør Sigmund Otto Joseph von Treskow fra Berlin og 1798-1801 til den hollandske Bank Vandenberg i Amsterdam. I 1801 blev diamanten indløst af Napoleon Bonaparte.
Napoleon brugte den på parerbøjlen på sit sværd, designet af guldsmedene Odiot, Boutet og Marie-Étienne Nitot. I 1812 sad den på kejserens tveæggede sværd, som var et arbejde af Nitot. Napoleons anden hustru, Marie Louise af Østrig, tog Regent-diamanten med hjem til Østrig under Napoleons eksil. Hendes far leverede den tilbage til de franske kronregalier. Regent-diamanten blev indsat i kronerne brugt af Ludvig 18. af Frankrig, Karl 10. af Frankrig og Napoleon 3. af Frankrig.
I dag sidder Regent-diamanten i et diadem designet til kejserinde Eugénie af Frankrig og opbevares i skatkammeret i Louvre i Paris. Den har været udstillet siden 1887. Eksperter har vurderet Regent-diamantens til ca. £48,000,000.

## Legende
På grund af diamantens ombruste og uhyggelige historie, og de ulykker som ejerne har været udsat for, siges den at være forbandet.